# Abaxitrella hieroglyphica
Abaxitrella hieroglyphica là một loài côn trùng thuộc họ Gryllidae. Tên khoa học của loài này được Gorochov công bố hợp lệ năm 2002.